# Bembidion foveum
Bembidion foveum är en skalbaggsart som beskrevs av Victor Ivanovitsch Motschulsky. Bembidion foveum ingår i släktet Bembidion och familjen jordlöpare. Inga underarter finns listade i Catalogue of Life.